# مسجد المشعر الحرام
مسجد المشعر الحرام أحد مساجد مكة المكرمة، يقع في منتصف المسافة الواقعة بين مسجد نمرة في عرفات ومسجد الخيف في منى، لكون مزدلفة واقعة بين عرفات في شرقها ومنى في غربها، وهو المسجد الذي نزل النبي عند قبلته في حجة الوداع.

## وصف المسجد
كان المسجد في بداية القرن الثالث الهجري مربع الشكل صغير المساحة بسيط البناء، ولم يكن مسقوفا، وكانت مداخله ستة أبواب، وذكر المؤرخ الأزرقي (ت:250 هـ) في كتابه أخبار مكة : مسجد المشعر الحرام فضاء يحيط به سور مربع الشكل ولا يوجد بداخل المسجد مظلات، وفيه ستة أبواب، باب في القبلة، وبابان في الجدر الأيمن، وبابان في الجدر الأيسر، وباب في مؤخر المسجد، وعلى الجدران من الشرق سبع وخمسون شرفة، وما بين الجدار الجنوبي للمسجد وقزح أربع مائة وعشر أذرع، وقزح عليه اسطوانة من حجارة مدورة تدويرا حولها أربعة وعشرون ذراعا، وطولها اثنا عشر ذراعا، فيها خمس وعشرون درجة وهي على أكمة مرتفعة كان يوقد عليها في خلافة هارون الرشيد بالشمع ليلة مزدلفة، وكانت قبل ذلك توقد عليها النار بالحطب، فلما مات هارون الرشيد كانوا يضعون عليها مصابيح كبار.

## توسعات المسجد
ومع مرور الزمن تهدم المسجد ولم يبق منه سوى جدار في غرب موضعه يشير إلى القبلة، وفي عام 760 هـ جدد عمارته الأمير يلبغا الخاسكي، وفي عام 842 هـ جدد عمارته السلطان المملوكي الظاهر سيف الدين جقمق، وفي عام 874 هـ جدده السلطان قايتباي، ثم جاء العثمانيون وأجروا له عمارة عام 1072 هـ، وفي العهد السعودي تمت عمارته وتوسعته عام 1395 هـ على الشكل المستطيل، بتكلفة خمسة ملايين ريال، وبلغت مساحته خمسة آلاف وأربعين متر مربع، بطاقة استيعابية تتسع لاثني عشر ألف مصلي، ويبلغ طول المسجد تسعين مترا من الشرق إلى الغرب، وعرضه ستة وخمسين متر من الشمال إلى الجنوب، وفي مؤخرته منارتان بارتفاع اثنين وثلاثين متر، وله ثلاثة مداخل في كل من الجهة الشرقية والشمالية والجنوبية.